# Шеметово (Сергиево-Посадский район)
Шеме́тово — село в Московской области России. Входит в Сергиево-Посадский городской округ.
По данным Всероссийской переписи 2010 года, численность постоянного населения составила 4362 человека. Расположено в 24 км к северу от Сергиева Посада, с которым связано автобусным сообщением.

## Население
| 1859 | 1905 | 2002 | 2006  | 2010  | 2021  |
| ---- | ---- | ---- | ----- | ----- | ----- |
| 448  | ↘321 | ↘20  | ↗4443 | ↘4362 | ↘4024 |

## История
Село Шеметово известно с XVII века.

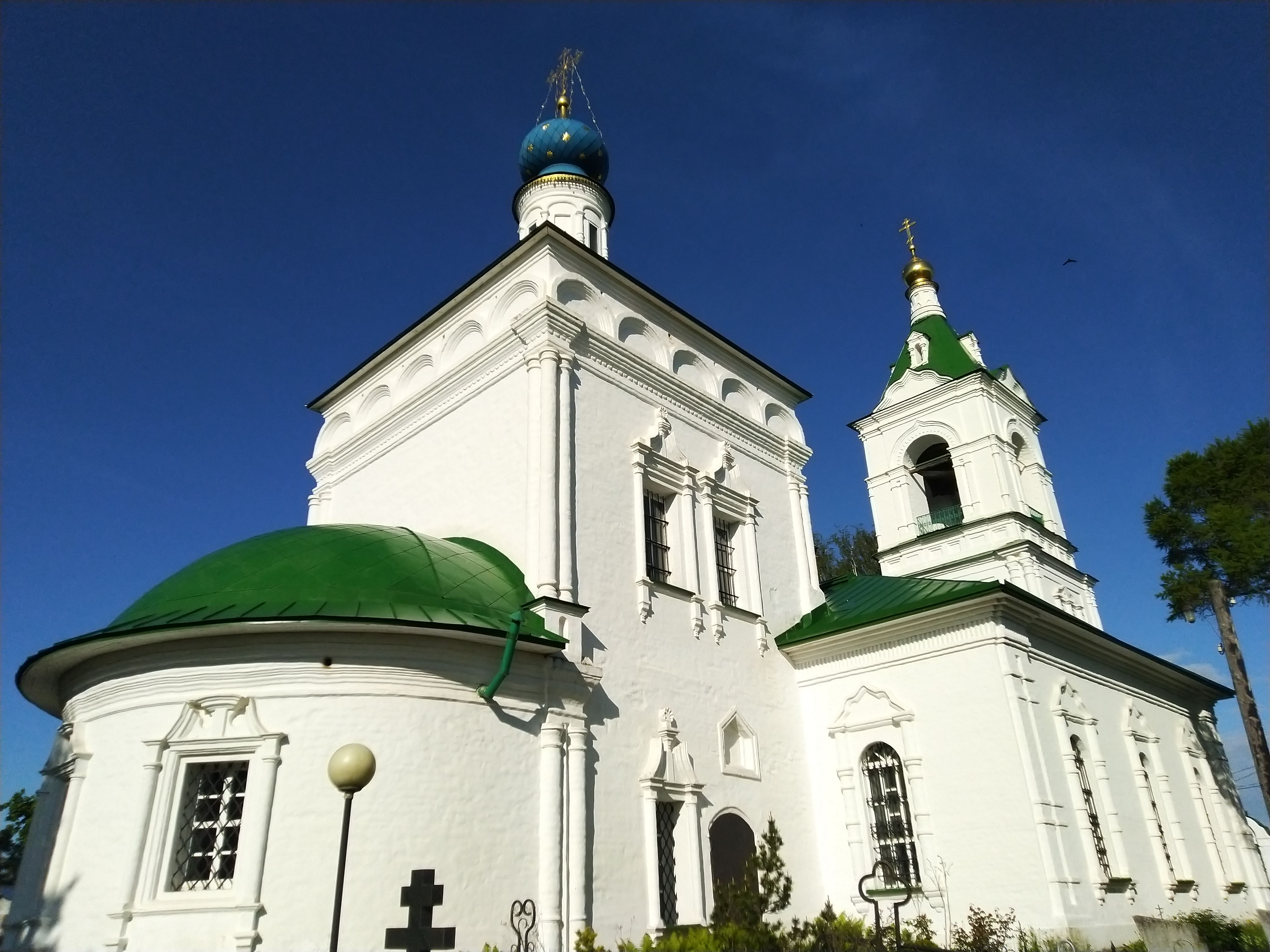
Церковь Казанской иконы Божией Матери в с. Шеметово

Как полагают, в основе его названия древнерусское имя-прозвище Шемет, данное боярину и дьяку великого князя Василия III и царя Ивана IV Грозного Григорию Александровичу Воробьёву.
В 1630 г. село принадлежало дворянину московскому Богдану Емельяновичу Милославскому и его сыновьям Ивану и Матвею.
В 1676 году по челобитью боярина Ивана Богдановича Милославского и благословению Патриарха Иоакима в Шеметово был основан каменный храм в честь Казанской иконы Божией Матери с приделом святителя Николая Чудотворца. В тот же год возведение каменной церкви было завершено: «Казанская церковь построена» уже с приделом при «старинной церкви Николая Чудотворца». После смерти стольника Сергея Милославского (ок.1734 г.) частью села владел его сын от второго брака с Марией Салтыковой, Александр Сергеевич Милославский. Впоследствии селом владели такие известные дворянские династии как Нарышкины, Васильевы, позже Долгоруковы и бароны Шеппинг.
Административно входило в состав Сергиевского уезда Московской губернии.
До 1954 года Шеметово — центр Шеметовского сельсовета.
Достопримечательностью села является Казанская церковь в стиле московского барокко. Колокольная построена в 1913 году. Церковь действовала в течение всего советского периода.
В 2006—2019 годах являлось центром сельского поселения Шеметовское Сергиево-Посадского муниципального района.